# Теневіль
Теневіль (*бл. 1890 — †1944 (?)) — творець першої чукотської писемності.

## Біографічні відомості
Теневіль був чукчою-оленярем, жив у тундрі поблизу населеного пункту Усть-Біла. Приблизно у 1927-28 роках він самостійно створив писемність для чукотської мови. До сьогодні точно не встановлено, була писемність Теневіля ідеографічною чи словесно-складовою. Багато дослідників цієї писемності відзначали абстрактний характер її знаків, що може свідчити про продуманість даної системи письма.
Вченими перша чукотська писемність була виявлена 1930 року радянською експедицією, і тоді ж описана відомим етнографом, лінгвістом, письменником і дослідником північних народів В. Г. Богораз-Таном. Наскільки відомо, чукотська писемність тоді не мала широкого розповсюдження і використовувалася в межах одного стійбища. Вважають, що окрім самого Теневіля, нею володів його син, з яким він обмінювався посланнями під час випасу оленів. Теневіль наносив свої знаки на дошки, кості, моржеві ікла і обгортки від привізних товарів.

Знаки чукотської писемності

У 1945 році художник-мистецтвознавець І. Лавров відвідав верхів'я Анадирі де раніше жив Теневіль. Там і був виявлений архів оленяра — ящик, занесений снігом, в якому зберігалися пам'ятки чукотської писемності. Теневіль також розробив особливі знаки для чисел на основі двадцятичної системи числення, характерної для чукотської мови. Вчені налічують близько 1000 основних елементів чукотської писемності.
Відомий чукотський письменник Юрій Ритхеу присвятив Теневілю у 1969 році свій найвизначніший роман «Сон на початку туману».

## Писемність
Чукотське письмо — унікальне явище, що має велике значення при розгляді проблем зародження писемних традицій у народів, що знаходяться на додержавних етапах розвитку. Чукотська писемність — найпівнічніша зі всіх, що були розроблені корінним етносом за мінімального впливу ззовні. Остаточно не вирішене питання про джерела і прототипи письма Теневіля. Зважаючи на ізольованість Чукотки від основних регіональних цивілізацій, його можна розглядати як місцеве явище, посилене творчою ініціативою генія-одинака. Не виключений вплив на чукотське письмо малюнків на шаманських бубнах. Саме слово письмо (келікел) в чукотській мові має тунгусо-маньчжурські паралелі.